# Freddie Aguilar
Freddie Aguilar (Santo Tomas, 5 februari 1953 – Quezon City, 27 mei 2025) was een Filipijns muzikant en zanger. In 1980 scoorde hij wereldwijd een hit met Anak (Filipijns voor kind). Het werd uitgebracht in 55 landen in 26 verschillende talen. De originele versie in het Tagalog bleek echter het populairst. In Nederland werd de plaat een hit in de destijds drie landelijke hitlijsten op de nationale publieke popzender Hilversum 3 en bereikte de 2e positie in zowel de Nederlandse Top 40 als de TROS Top 50. In de Nationale Hitparade  werd de 4e positie behaald en in de Europese hitlijst op Hilversum 3, de TROS Europarade, de 17e positie.
Aguilar was ook bekend om zijn hit Bayan ko, dat een soort volkslied werd voor de oppositie tegen president Ferdinand Marcos tijdens de opstand in 1986.
Aguilar werkte en trad op in zijn eigen bar-restaurant "Ka Freddies" in Quezon City.

## Persoonlijk
Aguilar trouwde in 1978 met Josephine Queipo, van wie hij 4 kinderen heeft. In 2013 bekeerde hij zich tot de islam en nam hij de Arabische naam 'Abdul Farid' aan. Enkele maanden na zijn bekering trouwde hij met een 16-jarig meisje in Buluan, wat tot veel controverses in de Filipijnen zorgde.
Aguilar overleed op 27 mei 2025 op 72-jarige leeftijd.

## Discografie
Freddie heeft de volgende albums uitgebracht:
- 1978 - Anak (Vicor/Polydor)
- 1978 - Buhay  (Vicor)
- 1979 - Kinabukasan (Vicor)
- 1979 - Greatest Hits (Vicor)
- 1979 - Freddie Aguilar after Anak (Polydor International)
- 1980 - Freddie Aguilar (RCA Holland)
- 1980 - Todo Cambia Freddie Aguilar (RCA)
- 1980 - Magdalene Feddie Aguilar (King Record Ltd.)
- 1982 - Anak Dalita (Vicor)
- 1983 - Magdalena (G Records)
- 1983 - Bayan
- 1985 - Katarungan (C Records)
- 1985 - The Best of Freddie Aguilar (G Records)
- 1987 - EDSA (Ivory)
- 1987 - Crazy War (Ivory)
- 1988 - Sariling Atin (Alpha)
- 1989 - Hala Bira (Alpha)
- 1989 - Freddie Aguilar Greatest Hits (Vicor)
- 1990 - Freddie Aguilar Estudyante Blues (King Record)
- 1990 - Freddie AuiIar Live in London (Tiger Records)
- 1991 - Kumusta Ka (AMP)
- 1993 - Fifteen Years of Freddie Aguilar Vol. 1 & 2 (AMP)
- 1993 - Estudyante Blues (AMP)
- 1993 - Sariling Atin (AMP)
- 1993 - Ipaglalaban Ko (AMP)
- 1993 - Sampaguita, Lolita, Coritha Sing Freddie Aguilar (AMP)
- 1993 - Freddie Aguilar Kumusta Ka (Millbory Production-Korea)
- 1993 - Freddie Aguilar His Best (Music Distributors PTE LID)
- 1994 - Maraming Salamat (AMP)
- 1994 - Bagong Timpla (AMP)
- 1995 - The Best of Freddie Aguilar and Friends (AMP)
- 1995 - Anak-The Best of Freddie Aguilar (EMI)
- 1996 - Impromptu (AMP)
- 1997 - Global Tour Vol. 1, 2 & 3 (AMP)
- 1997 - Freddie Aguilar Live in Israel (Tiger Records)
- 1999 - Green Card (Concorde)
- 2001 - Duets with Freddie Aguilar (Concorde)
- 2004 - Juan Dela Cruz (Concorde)
- 2006 - The Best of Freddie Aguilar Live!
- 2007 - Freddie Aguilar “Love Songs”

### Singles
| Single met eventuele hitnotering(en) in de Nederlandse Top 40 | Datum van verschijnen | Datum van binnenkomst | Hoogste positie | Aantal weken | Opmerkingen                                         |
| ------------------------------------------------------------- | --------------------- | --------------------- | --------------- | ------------ | --------------------------------------------------- |
| Anak                                                          |                       | 23-08-1980            | 2               | 12           | #4 in de Nationale Hitparade / #2 in de TROS Top 50 |
| Magdalena                                                     |                       | 201-04-1984           | tip             |              |                                                     |

### NPO Radio 2 Top 2000
| Nummer met noteringen in de NPO Radio 2 Top 2000 | '99 | '00 | '01 | '02  | '03  | '04  | '05 | '06  | '07  | '08  | '09  | '10  | '11  | '12  | '13  | '14  | '15  |
| ------------------------------------------------ | --- | --- | --- | ---- | ---- | ---- | --- | ---- | ---- | ---- | ---- | ---- | ---- | ---- | ---- | ---- | ---- |
| Anak                                             | 963 | 815 | 709 | 1209 | 1156 | 1326 | 770 | 1136 | 1385 | 1124 | 1555 | 1634 | 1249 | 1206 | 1041 | 1420 | 1443 |

1. ↑  Een vetgedrukt getal geeft de hoogste notering aan.
2. ↑  Deze tabel is bijgewerkt tot en met de laatste editie (2024).